# Златан Ибрахимович
Зла̀тан Ибрахѝмович (на шведски: Zlatan Ibrahimović; на босненски: Zlatan Ibrahimović / Златан Ибрахимовић) е бивш шведски футболист от бошняшки и хърватски произход. Професионалната му кариера започва през 1999 г. в шведския Малмьо. Златан играе в доста клубни отбори като Аякс (2001 – 2004), Ювентус (2004 – 2006), Интер (2006 – 2009), Барселона (2009 – 2010), Милан (2010 – 2012), ПСЖ (2012 – 2016), Манчестър Юнайтед (2016 – 2018), ЛА Галакси (2018 – 2019) и се завръща в Милан през 2020. През 2001 г. дебютира в националния отбор на Швеция и е водещият голмайстор за страната с 62 отбелязани гола в 118 мача. Започва кариерата си през 1999 като минава през 9 клуба. Завършва професионалната си кариера на 5 юни 2023 г.

## Ранни години
Баща му, Шефик Ибрахимович, е бошняк мюсюлманин, роден в Биелина, а майка му, Юрка Гравич, е хърватка католичка, родена в Задар, но се срещат в Швеция. Ибрахимович израства в Русенгорд (Rosengård – „Градината на розите“), квартал на Малмьо, известен със своите имигрантски общности. Започва да играе футбол на 8-годишна възраст за местния детски клуб Малмьо Анадолу Б.И. На 10 години той преминава в редиците на кръвния враг – ФБК Балкан, чийто участници се състояли от босненски и сомалийски имигранти от Русенгорд, с 2 години по-големи от Златан. И точно тогава неговата звезда започва да блести. В мач между отборите на Балкан и Велинг резултатът на полувремето е 0:4, но след почивката Златан влиза в игра и отбелязва цели осем гола, за да донесе победата на своя отбор с крайния резултат от 8:5. Впоследствие успешно завършва 9-и прогимназиален клас и, въпреки че е трябвало да продължи обучението си в Малмьо, той прекъсва образование си, за да се съсредоточи изцяло върху футболната си кариера.

## Клубна кариера

### Малмьо
Ибрахимович подписва с местния клуб „Малмьо“ през 1995 г., а през 1999 г. започва да играе за старшия отбор в Алсвенскан – шведската топ лига. Този сезон „Малмьо“ приключват на 13-о място и по този начин изпадат във втора дивизия, но още през следващия сезон се завръщат в елита. Арсен Венгер се е опитвал да убеди Ибрахимович да подпише с „Арсенал“, но Малмьо не са се съгласили на трансфер, тъй като са искали по-голяма сума за техния футболист. Лео Беенхакер, тогавашният треньор на „Аякс“, също е проявявал интерес към играча, след като го е видял да вкарва гол на приятелска среща с норвежкия Мос. На 22 март 2001 г., сделката между „Аякс“ и „Малмьо“ за преминаването на Златан в Амстердам е обявена и така през юли, Ибрахимович официално преминава в „Аякс“ за рекордната сума от 7,8 милиона € – най-високата цена плащана на шведски клуб.

### Аякс
Ибрахимович получава твърде малко игрово време под ръководството на треньора Ко Адриансе, но когато той бива уволнен на 20 ноември 2001 г., новият треньор Роналд Куман налага Ибрахимович като титуляр, а „Аякс“ печелят титлата на Холандия през сезон 2001-02. Следващия сезон в първия си мач в Шампионската лига на 17 септември 2002 г., Ибрахимович бележи на два пъти за победата с 2 – 1 над утвърдения френски шампион „Олимпик“ (Лион). В европейския турнир отбелязва общо четири гола за „Аякс“, които биват елиминирани от „Милан“ на четвъртфиналите.
В последния си сезон с екипа на „Аякс“, Ибрахимович отбелязва гол срещу отбора „НАК Бреда“ на 22 август 2003 г., който бива избран за гол на годината от зрителите на „Евроспорт“.
На 18 август 2004 г., Ибрахимович контузва съотборника си от „Аякс“ Рафаел ван дер Ваарт, по време на национален мач срещу Холандия, като Ваарт заявява, че Златан го е контузил нарочно. Това от своя страна довежда до внезапната продажба на Ибрахимович в отбора на „Ювентус“ на 31 август 2004 г.

### Ювентус
Ибрахимович преминава в Ювентус за сумата от €19 милиона. Бързо се налага сред титулярите и отбелязва 16 гола, след като топ реализатора на Юве Давид Трезеге лекува контузия. Ибра е избран от феновете за играч на сезон 2004 – 05, а в гласуването за играч на годината на ФИФА за 2005 г., остава осми. На 14 ноември 2005 г. получава приза за най-добър шведски футболист през изминалата година.
Следващия сезон се оказва още по-бурен за Ибрахимович. Неговата роля в атаката на Ювентус се променя. От гол-майсторска, ролята му все повече наподобява тази на плеймейкър, понеже е изтеглен по крилата, за да взима участие в изграждането на атаките. Физическите му данни благоприятстват това и броя на асистенциите му значително се вдига. Въпреки това, критиките, поради малкото отбелязани голове, се задълбочават както в Италия, така и в Швеция. В крайна сметка Ювентус печелят титлата в „Серия А“ отново.
Вследствие решението от скандала „Калчополи“, последните две скудети на Ювентус са отнети и отбора бива пратен в „Серия Б“. Новото ръководство се опитали да задържат Ибрахимович и други топ играчи да останат в Ювентус, но футболистът и неговия агент са били твърдо решени да се преместят.

### Интер
На 10 август 2006 г., Ибрахимович подписва договор за четири години с Интер за сумата от 24,8 милиона €. Ибра разкрива, че Интер бил неговия любим отбор като дете, което веднага му спечелва симпатиите на черно-сините фенове. Започва своята магия, като отбелязва един гол и асистира за друг срещу отбора на Фиорентина, а след победата с 4 – 3 над Милан, Интер записват рекорд от седемнайсет последователни победи в „Серия А“ по пътя си към първото спечелено скудето от 1989 г. насам. Ибрахимович се оформя като първи избор на треньора Роберто Манчини в атаката на Интер.
На 16 септември 2007 г., Ибра изиграва своят мач номер 100 в Серия А. На 2 октомври отбелязва два гола в мач от груповата фаза на Шампионската лига срещу отбора на ПСВ Айндховен, които са неговите първи голове за Интер на европейска сцена от декември 2005 година насам.
На 18 май 2008 г., преди последния и решаващ титлата кръг на Серия А, Интер са на първо място в класирането, а след тях, само с една точка по-малко е отбора на Рома. Именно в този кръг, нерадзурите гостуват на борещия се за оставане в елита отбор на Парма, като при това са наказани да нямат подкрепяща ги публика. На този негостоприемен стадион, след мудно първо полувреме, завършило 0:0, в игра, за пръв от повече от месец поради измъчваща го контузия, се появява Златан Ибрахимович, който само след няколко минути се отплаща на отбора, като отбелязва двата гола за победата на Интер с 0:2. По този начин, за трети пореден и общо шестнайсети път скудетото е синьо-черно. 
Сезон 2008 – 09 отново започва добре за Ибра, който отбелязва гол още в първия мач. Следващите му голове, асистенции и отигравания са истински шедьоври, а победите които донася на отбора са от изключителна важност. Такава е и победата над Аталанта БК в последния кръг на Серия А за сезон 2008 – 09, когато отбелязва 2 гола за крайното 4:3, последния от които е с пета, а също така е негов 25-и, който му гарантира голмайсторския приз в Италия.
С отбора на Интер, Златан изиграва 88 мача в които вкарва 57 гола. Три пъти поред става Шампион на Италия и на два пъти вдига суперкупата на страната.

### Барселона
На 26 юли 2009 г. подписва 5-годишен договор с Барселона, като каталунците плащат на Интер €46 милиона плюс оцененият на 20 милиона Самуел Ето'о. Той отбелязва първия си гол още в дебюта си.  В новия си отбор Ибра не успява да покаже пълния си потенциал, тъй като стилът му на игра не се оказва напълно съвместим с този на съотборниците си. Златан влошава отношенията си и с тогавашния треньор на Барселона – Пеп Гуардиола и това предопределя напускането му на Барселона след едва един сезон.

### Милан
Заради проблемите си с Пеп Гуардиола, през 2010 г. Ибрахимович е отдаден под наем в италианския Милан с опция за закупуване на нападателя след края на сезона. Ибра изиграва добър сезон в Милано, където печели и Серия А и през 2011 г. е купен за 24 милиона евро. Вторият сезон на Златан за росонерите е още по-добър и завършва с 35 гола в 44 мача. Финансовите проблеми на миланистите и напредващата възраст на прехвърлилия 30 години нападател карат росонерите да го продадат през лятото на 2012 г. на богатия ПСЖ.

### ПСЖ
Във Франция Златан запазва своята топ форма и бързо се превръща в основния голмайстор на парижани, вкарвайки съответно 35 и 41 гола в първите си два сезона. През 2016 г. напуска отбора.

### Манчестър Юнайтед
На 1 юли 2016 г., Златан Ибрахимович подписва с Манчестър Юнайтед със свободен трансфер. Договорът му е за една година с възможност за още една при определени условия. В рамките на сезона Ибрахимович изиграва 46 мача във всички турнири и отбелязва 28 гола. Договорът изтича през юни 2017 г. и не е подновен веднага поради контузия в коляното на Ибрахимович. Ибрахимович се присъединява отново към Манчестър Юнайтед на 24 август 2017 г. с едногодишен договор.

### Лос Анджелис Галакси
На 23 март 2018 г. Ибрахимович подписва с американския клуб Лос Анджелис Галакси. Той дебютира на 31 март като влиза резерва срещу ФК Лос Анджелис. На 13 ноември 2019 г. Златан обявява, че напуска отбора в своя официален акаунт в Twitter.

## Статистика

### Клубни отбори
Информацията е актуална към 5 юни 2023 г.
| Клуб              | Сезон             | Шампионат | Шампионат | Купа   | Купа   | Европейски турнири1 | Европейски турнири1 | Други турнири2 | Други турнири2 | Общо   | Общо   |
| Клуб              | Сезон             | Мачове    | Голове    | Мачове | Голове | Мачове              | Голове              | Мачове         | Голове         | Мачове | Голове |
| ----------------- | ----------------- | --------- | --------- | ------ | ------ | ------------------- | ------------------- | -------------- | -------------- | ------ | ------ |
| Малмьо ФФ         | 1999              | 6         | 1         | —      | —      | —                   | —                   | —              | —              | 6      | 1      |
| Малмьо ФФ         | 2000              | 26        | 12        | 2      | 1      | —                   | —                   | —              | —              | 28     | 13     |
| Малмьо ФФ         | 2001              | 8         | 3         | 4      | 0      | —                   | —                   | —              | —              | 12     | 3      |
| Малмьо ФФ         | Total             | 40        | 16        | 6      | 1      | —                   | —                   | —              | —              | 46     | 17     |
| Аякс              | 2001 – 02         | 24        | 6         | 3      | 1      | 6                   | 2                   | —              | —              | 33     | 9      |
| Аякс              | 2002 – 03         | 25        | 13        | 3      | 3      | 13                  | 5                   | 1              | 0              | 42     | 21     |
| Аякс              | 2003 – 04         | 22        | 13        | 1      | 0      | 8                   | 2                   | —              | —              | 31     | 15     |
| Аякс              | 2004 – 05         | 3         | 3         | —      | —      | —                   | —                   | 1              | 0              | 4      | 3      |
| Аякс              | Общо              | 74        | 35        | 7      | 4      | 27                  | 9                   | 2              | 0              | 110    | 48     |
| Ювентус           | 2004 – 05         | 35        | 16        | 0      | 0      | 10                  | 0                   | —              | —              | 45     | 16     |
| Ювентус           | 2005 – 06         | 35        | 7         | 2      | 0      | 9                   | 3                   | 1              | 0              | 47     | 10     |
| Ювентус           | Общо              | 70        | 23        | 2      | 0      | 19                  | 3                   | 1              | 0              | 92     | 26     |
| Интер             | 2006 – 07         | 27        | 15        | 1      | 0      | 7                   | 0                   | 1              | 0              | 36     | 15     |
| Интер             | 2007 – 08         | 26        | 17        | 0      | 0      | 7                   | 5                   | 1              | 0              | 34     | 22     |
| Интер             | 2008 – 09         | 35        | 25        | 3      | 3      | 8                   | 1                   | 1              | 0              | 47     | 29     |
| Интер             | Общо              | 88        | 57        | 4      | 3      | 22                  | 6                   | 3              | 0              | 117    | 66     |
| Барселона         | 2009 – 10         | 29        | 16        | 2      | 1      | 10                  | 4                   | 4              | 0              | 45     | 21     |
| Барселона         | 2010 – 11         | —         | —         | —      | —      | —                   | —                   | 1              | 1              | 1      | 1      |
| Барселона         | Общо              | 29        | 16        | 2      | 1      | 10                  | 4                   | 5              | 1              | 46     | 22     |
| Милан             | 2010 – 11         | 29        | 14        | 4      | 3      | 8                   | 4                   | —              | —              | 41     | 21     |
| Милан             | 2011 – 12         | 32        | 28        | 3      | 1      | 8                   | 5                   | 1              | 1              | 44     | 35     |
| Милан             | Общо              | 61        | 42        | 7      | 4      | 16                  | 9                   | 1              | 1              | 85     | 56     |
| ПСЖ               | 2012 – 13         | 34        | 30        | 3      | 2      | 9                   | 3                   | 0              | 0              | 46     | 35     |
| ПСЖ               | 2013 – 14         | 33        | 26        | 4      | 5      | 8                   | 10                  | 1              | 0              | 46     | 41     |
| ПСЖ               | 2014 – 15         | 24        | 19        | 6      | 7      | 6                   | 2                   | 1              | 2              | 37     | 30     |
| ПСЖ               | 2015 – 16         | 31        | 38        | 9      | 7      | 10                  | 5                   | 1              | 0              | 51     | 50     |
| ПСЖ               | Общо              | 122       | 113       | 22     | 21     | 33                  | 20                  | 3              | 2              | 180    | 156    |
| Манчестър Юнайтед | 2016 – 17         | 28        | 17        | 6      | 5      | 11                  | 5                   | 1              | 1              | 46     | 28     |
| Манчестър Юнайтед | 2017 – 18         | 5         | 0         | 1      | 1      | 1                   | 0                   | 0              | 0              | 7      | 1      |
| Манчестър Юнайтед | Общо              | 33        | 17        | 7      | 6      | 12                  | 5                   | 1              | 1              | 53     | 29     |
| Ла Галакси        | 2018              | 27        | 22        | 0      | 0      | 0                   | 0                   | 0              | 0              | 27     | 22     |
| Ла Галакси        | 2019              | 29        | 30        | 0      | 0      | 0                   | 0                   | 2              | 1              | 31     | 31     |
| Ла Галакси        | Общо              | 56        | 52        | 0      | 0      | 0                   | 0                   | 2              | 1              | 58     | 53     |
| Милан             | 2019 – 20         | 18        | 10        | 2      | 1      | 0                   | 0                   | 0              | 0              | 20     | 11     |
| Милан             | 2020 – 21         | 19        | 15        | 2      | 1      | 6                   | 1                   | 0              | 0              | 27     | 17     |
| Милан             | 2021 – 22         | 23        | 8         | 0      | 0      | 4                   | 0                   | 0              | 0              | 27     | 8      |
| Милан             | 2022 – 23         | 4         | 1         | 0      | 0      | 0                   | 0                   | 0              | 0              | 4      | 1      |
| Милан             | Общо              | 64        | 34        | 4      | 2      | 10                  | 1                   | 0              | 0              | 78     | 37     |
| Общо за кариерата | Общо за кариерата | 637       | 405       | 62     | 43     | 149                 | 57                  | 16             | 5              | 862    | 510    |

1Европейските турнири включват Шампионска лига и Купа на УЕФА

2Други турнири включват Суперкупа на Холандия, Суперкупа на Италия, Суперкупа на Испания, Суперкупа на Франция, Къмюнити Шийлд, Суперкупа на Европа и Световно клубно първенство

### Национален отбор
| Швеция | Швеция | Швеция |
| Година | Мачове | Голове |
| ------ | ------ | ------ |
| 2001   | 5      | 1      |
| 2002   | 10     | 2      |
| 2003   | 4      | 3      |
| 2004   | 12     | 8      |
| 2005   | 5      | 4      |
| 2006   | 6      | 0      |
| 2007   | 7      | 0      |
| 2008   | 7      | 2      |
| 2009   | 6      | 2      |
| 2010   | 4      | 3      |
| 2011   | 11     | 3      |
| 2012   | 8      | 11     |
| 2013   | 11     | 9      |
| 2014   | 5      | 3      |
| 2015   | 10     | 11     |
| 2016   | 5      | 0      |
| 2017   | 0      | 0      |
| 2018   | 0      | 0      |
| 2019   | 0      | 0      |
| 2020   | 0      | 0      |
| 2021   | 4      | 0      |
| 2022   | 5      | 0      |
| 2023   | 1      | 0      |
| Общо   | 126    | 62     |

### Голов коефициент
Информацията е актуална към 22 май 2022 г.
| Общо за кариерата | Общо за кариерата | Общо за кариерата | Общо за кариерата |
| Отбор             | Мачове            | Голове            | Голове на мач     |
| ----------------- | ----------------- | ----------------- | ----------------- |
| Клубни отбори     | 862               | 510               | 0,59              |
| Швеция            | 126               | 062               | 0,51              |
| Общо              | 988               | 572               | 0,58              |

## Успехи

### Аякс
- Ередивизи – 2 (2002, 2004)

- Купа на Холандия – 1 (2002)

- Суперкупа на Холандия – 1 (2002)

### Ювентус
- Серия А – 2 (2005, 2006) Отнети след Калчополи[5]

### Интер
- Серия А – 3 (2007, 2008, 2009)

- Суперкупа на Италия – 2 (2006, 2008)

### Барселона
- Суперкупа на Европа – 1 (2009)

- Световно клубно първенство – 1 (2009)

- Примера Дивисион – 2 (2010, 2011)

- Суперкупа на Испания – 2 (2009, 2010)

### Милан
- Серия А – 2 (2011, 2022)

- Суперкупа на Италия – 1 (2011)

### ПСЖ
- Лига 1 – 4 (2013, 2014, 2015, 2016)

- Купа на Франция – 2 (2015, 2016)

- Купа на лигата на Франция – 3 (2014, 2015, 2016)

- Суперкупа на Франция – 3 (2013, 2014, 2015)

### Манчестър Юнайтед
- Лига Европа – 1 (2017)

- Купа на лигата – 1 (2017)

- Къмюнити Шийлд – 1 (2016)

### Индивидуални
- Идеален отбор на годината на УЕФА – 4 (2007, 2009, 2013, 2014)
- Идеален отбор на годината на ФИФПро – 1 (2013)
- Отбор на годината на ESM – 4 (2007, 2008, 2013, 2014)
- Футболист на годината в Серия А – 3 (2008, 2009, 2011)
- Футболист на годината в Лига 1 – 2 (2013, 2014)
- Чуждестранен футболист на годината в Серия А – 3 (2005, 2008, 2009)
- Голмайстор на Серия А – 2 (2009, 2012)
- Голмайстор на Лига 1 – 2 (2013, 2014)
- Идеален отбор на годината на Серия А – 2 (2011, 2012)
- Идеален отбор на годината на Лига 1 – 3 (2013, 2014, 2015)
- Идеален отбор на Европейско първенство – 1 (2012)
- Идеален отбор на годината на ESM – 4 (2007, 2008, 2013, 2014)
- Футболист на годината в Швеция – 10 (2005, 2007, 2008, 2009, 2010, 2011, 2012, 2013, 2014, 2015)
- Награда на ФИФА „Пушкаш“ за гол на годината – 1 (2013)
- Златен крак – 1 (2012)